# Полития
Полития (на старогръцки: πολιτεία) е древногръцко понятие използвано в древногръцката политическа мисъл, особено тази на Платон и Аристотел. 
Произлиза от полис и има няколко значения в смисъл на „управление на гражданите“ /като мнозинство/, както и на „форма на управление“ на полиса. 
Изразът се използва от Платон в „Държавата“, от Аристотел в „Атинска полития“, както и от Цицерон в „Res publica“.